# Praia do Paçô
A Praia de Paçô situa-se na freguesia de Carreço, no Município de Viana do Castelo. Está localizada a 10 Km da sede do município e a 7 km de Vila Praia de Âncora.
A praia situa-se numa pequena baía a 1 km a noroeste do Farol de Montedor e tem cerca de 350 m de comprimento por 70 de largura de areia fina e média com forte componente de quartzo. Possui dois apoios de praia e dois nadadores-salvadores durante a época balnear. É uma praia com boas condições para a prática de pesca desportiva e caça submarina.
A praia situa-se a 500 m na Estrada Nacional 13, e o seu acesso é feito através de uma estrada em calçada à Portuguesa. Possui parque de estacionamento para 350 veículos.
A Praia do Paçô possui antigas barracas de pesca tradicional, convertidas em habitação e o Forte do Paçô, construído no século XVIII, pelo Conde de Lippe
Está classificada com bandeira azul.